# Retno Marsudi
Retno Marsudi (tiếng Indonesia: Retno Lestari Priansari Marsudi; sinh 1962) là một nhà ngoại giao chuyên nghiệp. Bà nguyên là Đại sứ Indonesia tại Hà Lan và Na Uy. Bà hiện là bộ trưởng bộ ngoại giao Indonesia. Bà cũng là người phụ nữ đầu tiên giữ chức vụ ngoại trưởng của nước này.

## Sự nghiệp
Bà Retno Marsudi sinh 27 tháng 12 năm 1962 tại Semarang, Indonesia. Bà từng học trung học phổ thông SMA 3 Semarang, sau đó học đại học tại Đại học Gadjah Mada, Yogyakarta vào năm 1985.
Sau khi tốt nghiệp đại học, bà làm việc tại Bộ Ngoại giao Indonesia.
Từ năm 1997 đến năm 2001, bà Retno là thư ký kinh tế tại Đại sứ quán Indonesia ở Hà Lan.
Năm 2001, bà được bổ nhiệm giữ chức Vụ trưởng phụ trách phần quan hệ ngoại giao tại châu Âu và Hoa Kỳ của bộ ngoại giao Indonesia với nhiệm vụ giám sát các mối quan hệ của Indonesia với 82 quốc gia ở châu Âu và Mỹ.
Năm 2003, bà được bộ ngoại giao Indonesia giao phụ trách mảng Tây Âu. Bà còn đảm nhận phần luật Liên minh châu Âu tại Haagse Hogeschool, Hà Lan.
Năm 2005, bà được bổ nhiệm làm Đại sứ Indonesia tại Na Uy và Iceland. Trong nhiệm kỳ làm đại sứ tại Na Uy, bà đã được trao Bằng khen của Vua Na Uy vào tháng 12 năm 2011. Bà là người Indonesia đầu tiên được nhận giải thưởng cao quý này. Tuy nhiên, khi chưa hết nhiệm kỳ làm đại sứ, bà đã được gọi về nước để nhận chức Tổng vụ trưởng châu Âu và châu Mỹ. Trước khi thay thế ông Marty Natalegawa nhận chức Bộ trưởng Ngoại giao, bà tiếp tục làm Đại sứ Indonesia tại Hà Lan.
Bà đã có những nghiên cứu trong lĩnh vực về các quyền của con người tại Đại học Oslo. Bà cũng đã nhiều lần dẫn đầu phái đoàn Indonesia thực hiện một loạt các cuộc đàm phán đa phương và tham vấn song phương với Liên minh châu Âu, tại ASEM và Fealac.
Bà Retno từng được Globe Asia, một tạp chí uy tín nhất dành cho giới doanh nhân, chính trị gia Indonesia bình chọn là một trong số 99 phụ nữ quyền lực nhất của quốc gia này.

## Nữngoại trưởngđầu tiên của Indonesia
Ngày 26 tháng 10 năm 2014, Tổng thống Indonesia Joko Widodo công bố nội các mới của ông. Theo đó, bà Retno Marsudi sẽ giữ vai trò là bộ trưởng bộ ngoại giao. Bà là một trong 8 phụ nữ có mặt trong nội các của ông Joko Widodo và đồng thời cũng là nữ ngoại trưởng đầu tiên của Indonesia.
Ngày 29 tháng 10 năm 2014, tại cuộc họp báo đầu tiên sau khi nhậm chức Bộ trưởng Ngoại giao Indonesia, bà Retno Marsudi đã phát biểu khẳng định việc sẽ thực hiện những chính sách đối ngoại vì người dân và lợi ích quốc gia và dân tộc. Bà khẳng định cùng Bộ Ngoại giao Indonesia sẽ tiến hành các bước cần thiết để thực hiện tầm nhìn, sứ mệnh và các chương trình của chính phủ dưới sự lãnh đạo của Tổng thống Joko Widodo.

## Gia đình
Bà Retno Marsudi kết hôn với ông Agus, một kiến trúc sư. Ông bà có hai con, tên là Dyota Marsudi và Marsudi.

## Đánh giá
Trong cuộc trả lời phỏng vấn của AFP, khi được yêu cầu giới thiệu về nữ ngoại trưởng mới của mình, tổng thống Widodo đã gọi bà là người "làm việc chăm chỉ và có tầm nhìn xa trông rộng".
Andreas Harsono, một nhà nghiên cứu Indonesia cho Tổ chức Theo dõi Nhân quyền nhận xét: "Bà là một nhà ngoại giao cấp tiến, làm cho đại sứ quán tại The Hague mở rộng cửa với xã hội dân sự Indonesia ở Hà Lan".
Việc Tổng thống Joko Widodo bổ nhiệm bà Retno Marsudi vào chức vụ ngoại trưởng đã nhận được những phản ứng tích cực từ dư luận.